# Муригіно (смт)
Мури́гіно (рос. Мурыгино) — селище міського типу у складі Юр'янського району Кіровської області, Росія. Адміністративний центр та єдиний населений пункт Муригінського міського поселення.

## Населення
Населення становить 7373 особи (2017; 7437 у 2016, 7449 у 2015, 7471 у 2014, 7534 у 2013, 7630 у 2012, 7665 у 2010, 8260 у 2009, 8246 у 2002, 9021 у 1989, 10044 у 1979, 8792 у 1970, 4547 у 1959).

## Історія
Присілок Муригіно був заснований 1785 року, статус селища міського типу поселення отримало 1938 року. У 1941-1958 роках селище було центром Мідянського району.